# Acanthops tuberculata
Acanthops tuberculata är en bönsyrseart som beskrevs av Henri Saussure 1870. Acanthops tuberculata ingår i släktet Acanthops och familjen Acanthopidae. Inga underarter finns listade i Catalogue of Life.